# Аль-Хуси, Абдул-Малик
Абдул-Ма́лик ибн Бадр ад-Дин аль-Ху́си, в русскоязычной печати также встречается вариант Абдель Малек аль-Хуси (араб. عبد الملك بن بدر الدين الحوثي‎; род. 1 января 1979, провинция Саада, Йеменская Арабская Республика) — йеменский террорист, лидер группировки йеменских зейдитов Ансар Аллах после гибели своего брата Хусейна аль-Хуси (1956—2004).

## Биография
Родился 1 января 1979 года в северной провинции Саада.
В 2004 году возглавил движение хуситов (аль-харака аль-хусийя) после гибели основателя движения, старшего брата Хусейна Аль-Хуси.

## Семья
Семья Аль-Хуси возводит свою родословную к Пророку Мухаммеду.
Фамильное прозвище аль-Хуси происходит от городка Хус (или Хут), расположенном между административным центром провинции Саада (городом Саада) и столицей Йемена — Саной.
Отец, Бадр ад-Дин Хусейн аль-Хуси, был выдающимся религиозным деятелем (сеидом) шиитской секты зейдитов. Присоединился к движению хуситов (и на короткое время возглавил его) после гибели старшего сына Хусейна (основателя движения) в бою с правительственными войсками в 2004 году.
Старший брат Хусейн Аль-Хуси (1959—2004) — исламский проповедник, основатель движения хуситов.
Средний брат Яхья аль-Хуси — член руководства движения хуситов, выполнявший функции неофициального представителя движения за границей.
Двоюродный брат — Мухаммед Али Аль-Хуси, член руководства движения хуситов.
Всего у отца семейства было 13 сыновей. Однако, кроме него самого и трёх его сыновей (Хусейна, Абдул-Малика и Йахьи), остальные члены семейства не проявили себя на политическом поприще до 2004 года.

## Образ жизни
Аль-Хуси известен тем, что редко остаётся на одном месте и никогда не встречается со средствами массовой информации. Тех, кто хочет встретиться с Аль-Хуси, доставляют в охраняемые помещения в город Сану, оплот движения хуситов, где он и появляется, но только на экране телевизора.